# Ле Локл
Ле Локл (фр. Le Locle, итал. Le Locle) је град у крајње западној Швајцарској. Ле Локл је град у оквиру Кантона Нешател. 
Ле Локл је данас познат по вишевековној традицији израде првокласних швајцарских часовника, због чега је са суседним градом Шо де Фоном стављен на списак светске баштине УНЕСКОа.

## Природне одлике
Ле Локл се налази у крајње западном делу Швајцарске, свега 5 километара удаљен од државне границе са Француском. Од најближег већег града, Берна град је удаљен 75 км западно.
Рељеф: Ле Локл је смештен у области планина Јуре. Град се налази на високо постављеној висоравни, на приближно 950 метара надморске висине.
Клима: Клима у Ле Локлу је умерено континентална са оштријим одликама због надморске висине и планинског окружења.
Воде: Ле Локл се налази у подручју веома порозних стена, па је област оскудна површинским водама.

## Историја
Подручје Ле Локла је било насељено још у време праисторије и Старог Рима, али није имало велики значај, због оскудних природних услова.
Током 19. века Ле Локл се почиње полако развијати и јачати економски. Посебно се истакао развој часовничарства. Ово благостање се задржало до дан-данас.

## Становништво
2008. године Ле Локл је имао нешто преко 10.000 становника. Међутим, пре стотинак година град је имао 20% више становништва него сада.
Језик: Швајцарски Французи чине већину града и француски језик је доминира у граду. Међутим, градско становништво је током протеклих неколико деценија постало веома шаролико, па се на улицама града чују бројни други језици. Тако се данас ту могу чути и немачки, италијански.
Вероисповест: Месно становништво је од 15. века протестантске вере. Међутим, последњих деценија у граду се знатно повећао удео других вера. И данас су грађани већином протестанти, али ту живе и мањински римокатолици, атеисти, муслимани и православци.

## Привреда
Ле Локл је познат по развијеној индустрији часовника и типичан је пример „монофункционалног града“. Најпознатије марке часовника пореклом из овог градића су: Тисо, Улис Нардин, Зенит.
Последњих деценија туризам је постао веома важна привредна грана.

## Галерија слика
- Град 1907. г.
- Градска протестантска црква
- Часовник „Тисо“ пореклом из Ле Локла
- Природа у околини Ле Локла